# Perameles bougainville
Perameles bougainville (бандикут західний) — вид сумчастих із родини бандикутових (Peramelidae).

## Морфологічна характеристика
Це найменший з бандикутів і єдиний, де самиці більші за самців хоча це може бути лише результатом острівної карликовості. Забарвлення волосяного покриву світло-коричневе або сіре, яке на лапах і животі блідне до білого. Є дві-три смуги на задній частині тулуба — чергуються коричнево-сірі й коричнево-чорні ділянки. Мордочка довга й загострена. Вуха великі. Задні лапи видовжені, а другий і третій пальці частково зрощені, четвертий палець довгий і оснащений сильним кігтем. Сумки звернені назад, тому бруд не забивається всередину, поки самиці щось копають. Хвіст становить приблизно 1/3 загальної довжини. Довжина тіла від носа до хвоста 17.1–23.6 см, а вага 172—286 грамів. Є незначний статевий диморфізм — самиці важать більше й мають довші мордочки.

## Ареал
Обмежений островами Берньє та Дорре, Акуляча затока, Австралія; на материку популяції вимерли й тепер інтродукований до Роксбі-Даунс, Південна Австралія (в огороджений материковий острів), а також на острів Фор, Акуляча затока.
Середовище проживання, зареєстроване для материкових тварин, включало різноманітні досить відкриті типи рослинності в напівпосушливих і посушливих частинах південної Австралії, густі чагарники й кам'янисті пагорби, що межують із чагарником. Їхнє вподобання відкритої рослинності зробило б їх особливо сприйнятливими до хижацтва з боку котів і червоних лисиць. На островах Берньє і Дорре західні бандикути особливо поширені в чагарниках, пов'язаних з рослинними дюнами за пляжами, але зустрічаються у всіх типах рослинності.

## Спосіб життя
Це нічні самотні наземні всеїдні тварини. Їдять членистоногих, коріння, трави, насіння, ягоди, гриби, а іноді й дрібних хребетних. Ворогами є лисиці й коти. Удень вони ховаються в добре прихованих гніздах, зроблених з рослинного матеріалу і побудованих у напівсферичної порожнисті під низьким або лежачим чагарником. Біля узбережжя гнізда можуть бути зроблені із накопиченої мертвої морської трави.
Західні бандикути можуть розмножуватися протягом року, але вони віддають перевагу більш прохолодним місяцям із квітня по жовтень. Мають лише 12-денний період вагітності. Можуть розмножуватися приблизно кожні 2 місяці. Середній розмір виводку становить 1.8 дитинча (зазвичай від 1 до 3). При народженні малюки мають довжину ≈ 1 см і важать ≈ 0.25 грама.

## Загрози й охорона
Нинішні основні загрози для природних субпопуляцій цього виду включають: випадкове впровадження хижаків (інтродукованих кішок і лисиць), пожежі та хвороби. На материку цей вид, ймовірно, був винищений шляхом хижацтва завезеними котами, собаками та лисицями, модифікацією рослинності кроликами та домашніми тваринами та, можливо, зміненими режимами вогню на частинах ареалу.
Острови Берньє і Дорре — це природний заповідник.